# Loi et Évangile

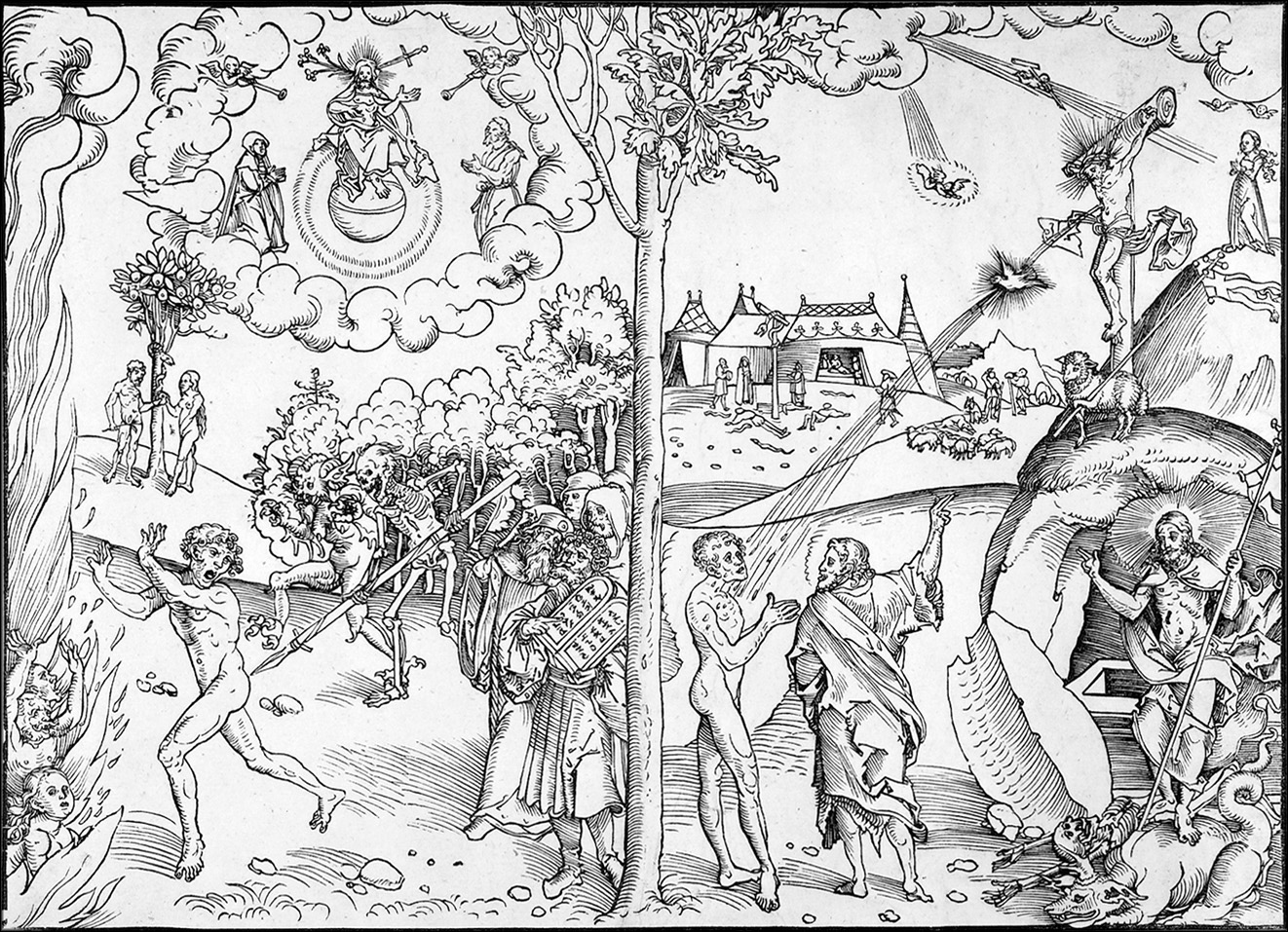
La loi et la grâce de Lucas Cranach l'Ancien, un peintre luthérien. À gauche de l'arbre est illustrée la loi tandis qu'à droite est représentée la grâce.

Dans le christianisme, la relation entre la loi de Dieu et l'Évangile est une question majeure de la théologie luthérienne et réformée. Au sein de ces traditions, la distinction entre les doctrines de la loi, qui exigent l'obéissance à la volonté éthique de Dieu, et l'Évangile, qui promet le pardon des péchés à la lumière de la personne et de l'œuvre de Jésus-Christ, est un sujet capital. Elle est utilisée en tant que principe herméneutique dans l'interprétation biblique et principe directeur dans l'homilétique (la rédaction des sermons) et l'activité pastorale. Elle vise à la subordination de l'Halakha, le corps collectif de la loi religieuse juive ou d'une façon générale du judaïsme, à la théologie chrétienne et à la Nouvelle Alliance.
D'autres traditions chrétiennes ont également adopté un point de vue sur le sujet, bien que celui-ci n’ait généralement été débattu avec passion et été rigoureusement défini ailleurs que dans les traditions luthérienne et réformée.
Parfois cette question est traitée selon les termes de « la loi et la grâce », « le péché et la grâce », « l'esprit et la lettre », ou encore « le ministère (διακονíα) de la mort/condamnation et le ministère de l'esprit/justice ». Elle peut aussi être considérée sous l'angle du contraste entre Moïse et Jésus-Christ.

## Conception luthérienne

### Martin Luther et les théologiens luthériens
La formulation spécifique de la distinction entre la loi et l'Évangile fut pour la première fois portée à l'attention de l'Église chrétienne par Martin Luther. Elle fut établie comme fondement de l'énoncé et de l'exégèse biblique du luthéranisme évangélique dans l'article IV de l'apologie de la confession d’Augsbourg (1531) : « Toute l'Écriture devrait être répartie selon ces deux thèmes directeurs, la loi et les promesses. En effet, à certains moments elle présente la loi, et à d'autres, la promesse au sujet du Christ, à savoir, lorsque [dans l'Ancien Testament] elle promet l'arrivée prochaine du Christ et offre, à Son égard, la rémission des péchés, la justification, et la vie éternelle, ou lorsque, dans l'Évangile [dans le Nouveau Testament], le Christ lui-même, puisqu'il est apparu, promet la rémission des péchés, la justification, et la vie éternelle ». De même, la Formule de Concorde exprime cette distinction dans son article V : « Nous croyons, enseignons et confessons que la distinction entre la loi et l'Évangile doit être affirmée dans l'Église avec grand zèle… ».
Martin Luther écrivit : « Donc, quiconque connaît bien cet art de distinguer la loi et l'Évangile, se place à la tête et se nomme docteur des Saintes Écritures ». Au cours de l'orthodoxie luthérienne (1580-1730), cette discipline herméneutique était considérée comme fondatrice et importante par les théologiens luthériens. Plus tard, Carl Ferdinand Wilhelm Walther, qui fut le premier (et troisième) président de l’Église luthérienne - Synode de Missouri, renouvela l’intérêt et l’attention à propos de cette compétence théologique lors de ses conférences du soir au Seminaire Concordia à Saint-Louis en 1884-1885.

### Le Livre de Concorde
La Formule de Concorde distingue trois usages ou buts de la loi dans son article VI. Elle énonce : « la loi fut donnée aux hommes pour trois raisons… »
1. Qu'« ainsi une discipline apparente puisse être opposée aux hommes désobéissants et violents [et que les hommes intraitables et violents puissent être maîtrisés, comme par des barreaux] »,
2. Qu'« ainsi les hommes puissent être menés à la connaissance de leur péchés »,
3. « à apprendre aux hommes qui ont été régénérés (...) à vivre et à se conduire selon la vraie piété[7] ».

Ces trois rôles peuvent être résumés de la façon suivante :
1. Limiter le mal extérieur (rôle civil ou de restriction)
2. Montrer aux hommes leurs péchés (rôle pédagogique, théologique, de réfutation ou d'accusation, de miroir)
3. Montrer aux hommes le caractère et la volonté de Dieu en tant que règle et guide de vie sainte, contrôlés par le seul Évangile (rôle didactique ou de règle).

## Conception réformée
Dans son Institution de la religion chrétienne, le réformateur Jean Calvin distinguait lui aussi trois usages de la loi. Il écrivait : « Mais afin que le tout s'entende plus clairement, recueillons en un sommaire l'office et l'usage de la Loi qu'on appelle morale, duquel, selon que je puis juger, il y a trois parties ».
1. « en démontrant la justice de Dieu, c'est-à-dire celle qui lui est agréable, elle admoneste chacun de son injustice, et l'en rende certain, jusqu'à l'en convaincre et condamner[8]. »
2. « tenir en bride ceux qui ne se laisse pas faire par les promesses (...) et n'y a autre chose qui les y astreigne, sinon qu'ils craignent la rigueur de Dieu[9]. »
3. « Le troisième usage de la Loi, qui est le principal (...) a lieu parmi les fidèles, au cœur desquels l'Esprit de Dieu a déjà son règne et sa vigueur (...) Ce leur est un très bon instrument pour leur faire mieux et plus certainement de jour en jour entendre quelle est la volonté de Dieu, à laquelle ils aspirent, et les confirmer en la connaissance de cette volonté[10]. »

Ce plan est le même que celui de la Formule de Concorde, excepté que les premier et second usages de la loi ont été intervertis. 

## Différences entre les traditions luthérienne et réformée
Une importante dispute eut lieu dans les camps luthériens et réformés à propos du premier usage de la loi (ou second chez les réformés). Le débat portait sur l'étendue de la validité de cet usage, particulièrement en dehors du contexte social juif dans lequel cette loi fut donnée. En d'autres termes, la question était de savoir quelles parties de la loi (quelquefois divisée en loi morale, civile, cérémonielle) restent liées aux sociétés d'aujourd'hui (voir Loi biblique dans le christianisme).
Par ailleurs, certains ont suggéré que le troisième usage de la loi ne venait pas de Martin Luther mais de Philippe Melanchthon. Bien que certains luthériens aient rejeté cette idée, pour d'autres elle remet en cause la validité du « troisième usage » de la loi. Paul Althaus par exemple écrit dans son traité sur la loi et l'Évangile : « Ces conseils [éthiques] du Saint-Esprit impliquent que le commandement concret de Dieu ne peut être tiré d'un document écrit, d'un système de lois hérité. Je dois apprendre à nouveau tous les jours ce que Dieu veut de moi. Car le commandement de Dieu a un caractère spécial pour chaque individu : il est toujours moderne, toujours nouveau. Dieu me commande (et chaque individu) d'une façon particulière, d'une façon différente de celle avec laquelle il commande les autres. Le caractère vivant et spirituel de la connaissance de ce que Dieu exige des hommes au moment présent, ne doit pas être anéanti par les règles et les règlements ». De tels théologiens pensent que le troisième usage de la loi peut favoriser ou conduire à une forme de légalisme, et éventuellement être une négation implicite du Sola fide.
Inversement, les chrétiens réformés ont parfois considéré ce plan à deux usages de la loi venant de certains luthériens modernes, comme menant à une forme d'antinomisme. Historiquement, le christianisme réformé soutient lui-même que : soit la loi morale (en particulier telle qu'elle est résumée dans le Décalogue) reste effective alors que les lois civile et cérémonielle ont été abrogées, soit la loi entière est en vigueur mais la façon dont nous l'observons a été modifiée. D'autres réformés, connus comme théonomistes ou reconstructionnistes chrétiens, ont affirmé que les lois civiles de l'Ancien Testament devraient elles aussi être appliquées aujourd'hui. Ces deux types de conception chez les réformés fonctionnent, dans une certaine mesure, avec une application modifiée de la loi, mais les théonomistes ont tendance à appliquer celle-ci de façon plus littérale. 
Certains assurent que « pour Luther, l'usage pédagogique de la loi était primordiale, alors que pour Calvin, l'usage didactique ou troisième usage était le principal ; pourtant [historiquement] les traditions luthérienne et réformée soutiennent la conceptualisation triple ».

## Impératif et indicatif
Certains modèles grammaticaux récurrents dans l'Ancien Testament et dans le Nouveau, impliquant une suite de prédicats impératif et indicatif, sont considérés par les théologiens comme centraux dans la relation entre la loi et l'Évangile. Daniel Defoe examine trois paires de prédicats dans sa seconde et dernière suite de Robinson Crusoé, Réflexions sérieuses (1720) : « abstiens-toi et vis », « fais et vis », « crois et vis ». D'après Defoe, la première fut instaurée avec Adam au paradis, la seconde en tant que loi avec les enfants d'Israël, et la troisième en tant qu'Évangile de Jésus-Christ.  